# Herb Książa Wielkopolskiego
Herb Książa Wielkopolskiego – jeden z symboli miasta Książ Wielkopolski i gminy Książ Wielkopolski w postaci herbu  ustanowiony przez Radę Miejską 29 kwietnia 2019 roku.

## Wygląd i symbolika
Herb przedstawia w polu czerwonym ceglaną budowlę miejską o dwóch wieżach srebrnych, w każdej furta i po dwa okna w pas, nakryte spiczastymi dachami czarnymi, zwieńczonymi kulami złotymi.

## Historia
pieczęcie miejskie z wizerunkiem grodu obronnego pochodzą z XVII wieku.